# Colony, Kansas
Colony är en ort i Anderson County i Kansas. Vid 2010 års folkräkning hade Colony 408 invånare.